# Black Point District
Black Point District är ett distrikt i Bahamas. Det ligger i den sydöstra delen av landet, 140 kilometer sydost om huvudstaden Nassau. Black Point District ligger i ögruppen Exuma på ön Guana Cay en del av Great Guana Cay. Andra öar i distriktet är Farmer's Cay och Staniel Cay. Black Point District är en enklav i Exuma District. Distriktets flygplats är Black Point Airport.